# Clarence Slifer
Clarence W. D. Slifer (* Februar 1912; † 1993 in Grundy Center, Iowa) war ein US-amerikanischer Kameraassistent und Filmtechniker, der einmal mit dem Oscar für die besten Spezialeffekte ausgezeichnet wurde und ein weiteres Mal für die Oscar nominiert war.

## Leben
Slifer begann seine Karriere in der Filmwirtschaft Hollywoods als Kameraassistent 1931 bei dem von Edward H. Griffith inszenierten Filmdrama Rebound mit Ina Claire, Robert Ames und Myrna Loy in den Hauptrollen. Nachdem er bei vier weiteren Filmen wie Um eine Fürstenkrone (A Woman Commands, 1932) und King Kongs Sohn (The Son of Kong, 1933) als Kameraassistent mitgearbeitet hatte, wechselte er Mitte der 1930er in die Filmtechnik und war zunächst über viele Jahre Spezialist für visuelle Effekte in Filmen wie Der Garten Allahs (The Garden of Allah, 1936) und Vom Winde verweht (Gone with the Wind, 1939).
Für seine erste Mitarbeit als Spezialeffektkünstler war Slifer bei der Oscarverleihung 1944 gleich für den Oscar für die besten Spezialeffekte nominiert, und zwar gemeinsam mit Ray Binger und Thomas T. Moulton für den von Lewis Milestone inszenierten Kriegsfilm The North Star (1943) mit Anne Baxter, Dana Andrews und Walter Huston.
1949 gewann Slifer zusammen mit Paul Eagler, J. McMillan Johnson, Russell Shearman, Charles L. Freeman und James G. Stewart den Oscar für die besten Spezialeffekte für Jenny (Portrait of Jennie, 1948), einen von William Dieterle gedrehten Film mit Jennifer Jones, Joseph Cotten und Ethel Barrymore in den Hauptrollen.

## Auszeichnungen
- 1949: Oscar für die besten Spezialeffekte

## Filmografie (Auswahl)
- 1944: Als du Abschied nahmst (Since You Went Away)
- 1944: Das Korsarenschiff (The Princess and the Pirate)
- 1945: Ich kämpfe um dich (Spellbound)
- 1946: Duell in der Sonne (Duel in the Sun)
- 1947: Der Fall Paradin (The Paradine Case)
- 1948: Jenny (Portrait of Jennie)
- 1952: Hans Christian Andersen und die Tänzerin (Hans Christian Andersen)
- 1953: Der blaue Stein des Maharadscha (The Diamond Queen)
- 1965: Die größte Geschichte aller Zeiten (The Greatest Story Ever Told)
- 1968: Eisstation Zebra (Ice Station Zebra)